# Modus ponens
A modus ponens, más néven a leválasztás szabálya a matematikában egy egyszerű bizonyítási módszer. Ennek alkalmazásával már bizonyított állításokból és tételekből következtethetünk újabb kijelentések igazságtartalmára.

## A szabály
Legyen Γ valamely ítéletek összessége, {\displaystyle {\mathcal {A}}} pedig ebből levezethető állítás. Ekkor ha {\displaystyle {\mathcal {A}}\Rightarrow {\mathcal {B}}} is levezethető (azaz igaz), akkor {\displaystyle {\mathcal {B}}} szintén levezethető állítás.

## Bizonyítás
Legyen az {\displaystyle {\mathcal {A}}} levezetése az {\displaystyle ({\mathcal {A}}_{1},{\mathcal {A}}_{2},{\mathcal {A}}_{3}\dots {\mathcal {A}}_{n})} sorozat, ahol minden egyes tag vagy axióma, vagy pedig {\displaystyle {\mathcal {A}}_{j}\equiv {\mathcal {A}}_{i}\Rightarrow {\mathcal {A}}_{k},\,1\leq i,j<k} következtetés. Hasonlóan az {\displaystyle {\mathcal {A}}\Rightarrow {\mathcal {B}}} levezetése a {\displaystyle ({\mathcal {B}}_{1},{\mathcal {B}}_{2},{\mathcal {B}}_{3},\dots {\mathcal {B}}_{m})}. Ekkor {\displaystyle {\mathcal {B}}} levezetése az {\displaystyle ({\mathcal {A}}_{1},{\mathcal {A}}_{2},{\mathcal {A}}_{3},\dots {\mathcal {A}}_{n},{\mathcal {B}}_{1},{\mathcal {B}}_{2},{\mathcal {B}}_{3}\dots {\mathcal {B}}_{m},{\mathcal {B}})}, mivel {\displaystyle {\mathcal {B}}_{m}\equiv ({\mathcal {A}}\Rightarrow {\mathcal {B}})}.